# Благонравов, Александр Иванович (партийный деятель)
Александр Иванович Благонравов (1894—1937) - советский партийный деятель, ответственный секретарь Коми-Пермяцкого окружкома ВКП(б) (1930—1937).
Родился 14 сентября 1894 года на ст. Грязи Тамбовского уезда Тамбовской губернии. Образование среднее. Член РКП(б) с 1918 г.
В 1910—1916 гг. обучался на учительском отделении духовной семинарии.
- 1916—1918 учитель;
- 1918—1919 заведующий волостным отделом народного образования;
- 1920—1921 председатель РК РКП(б);
- 1921—1922 член президиума Тамбовского уисполкома;
- 1922—1924 заворг укома РКП(б);
- 1924—1926 ответственный секретарь Тамбовского укома РКП(б), член президиума ЦИК;
- 1927—1928 инструктор Свердловского обкома ВКП(б);
- 1928-май 1930 секретарь, ответственный секретарь Ишимского окрисполкома Уральской области;
- 29.05.1930-03.06.1937 ответственный (первый) секретарь Коми-Пермяцкого окружкома ВКП(б).

Делегат XVI (1930) и XVII (1934) съездов партии.
Арестован по обвинению в контрреволюционной деятельности 5 июля 1937 г. Второго октября того же года приговорен к ВМН. Реабилитирован в 1957 г.